# Vulcanólogo

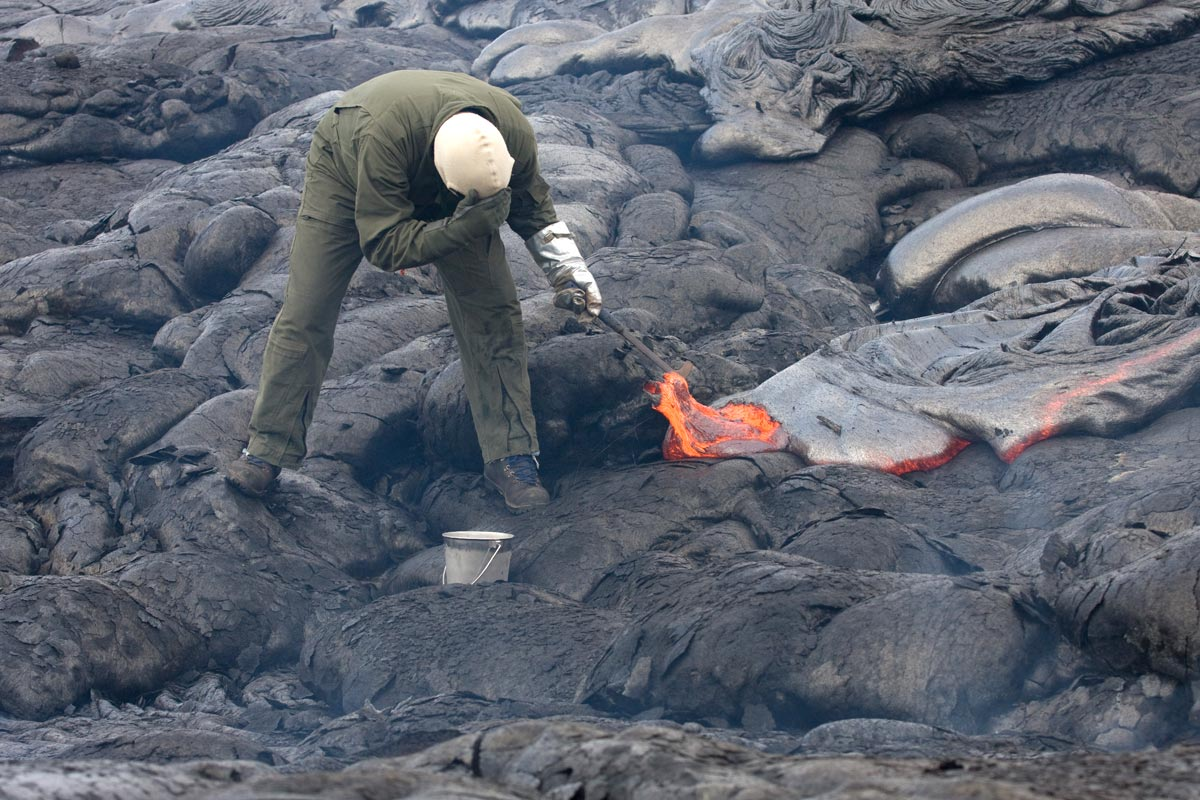
Um vulcanólogo coletando amostras de lava usando um martelo de pedra e um balde de água

Um vulcanologista, vulcanólogo, ou cientista vulcânico, é um geólogo que se concentra na compreensão da formação e da atividade eruptiva dos vulcões. Os vulcanologistas visitam frequentemente vulcões, por vezes activos, para observar e monitorizar erupções vulcânicas, recolher produtos eruptivos incluindo tefra (como cinza ou pedra-pomes), amostras de rocha e lava. Um dos principais focos de investigação nos últimos tempos é a previsão de erupções para aliviar o impacto nas populações circundantes e monitorizar os riscos naturais associados à atividade vulcânica. Os geólogos que pesquisam materiais vulcânicos que constituem a Terra sólida são chamados de petrólogos ígneos.